# 黃進興
黃進興（Chin-shing Huang，1950年—），筆名吳詠慧，台灣歷史學家，國立台灣大學歷史學系文學學士、文學碩士，美國哈佛大學歷史學博士。2008年膺選中央研究院院士。現任中央研究院歷史語言研究所特聘研究員、國立臺灣大學兼任教授。研究專長為中國思想史、中國宗教文化史、中國史學理論，以孔廟研究著稱；又對中、西史學理論與史學史特有興趣。碩士論文導師為陶晉生，赴美期間受業於史華慈、余英時等史學大家。

## 著作
- 《哈佛瑣記》（臺北：允晨文化公司，1986；2009新版；北京：三聯書店，1997；陝西：陝西師範大學出版社，1998；[簡體字增訂版] 北京：中華書局，2009；[韓文版] Geulhangari Publishers, 2012）。
- 《半世紀的奮鬥》（臺北：允晨文化公司，1988）；日譯本：《臺灣の獅子》（東京：講談社，1992）；英譯本：Business as a Vocation (Harvard University Press, 2002).
- 《歷史主義與歷史理論》（臺北：允晨文化公司，1992；西安：陝西師範大學出版社，2002）。
- 《優入聖域：權力、信仰與正當性》（臺北：允晨文化公司，1994；西安：陝西師範大學出版社，1998；北京：中華書局，2010）。
- Philosophy, Philology, and Politics in Eighteenth-century China (Cambridge: Cambridge University Press, 1995; paperback edition, 2002). 中譯本：南京：江蘇教育出版社，2010。
- 《聖賢與聖徒》（臺北：允晨文化公司，2001；北京：北京大學，2005）。［榮獲行政院新聞局優良圖書獎 (2002)］
- 《後現代主義與史學研究：一個批判性的探討》（臺北：三民書局，2006；北京：生活．讀書．新知三聯書店，2008）。
- 《從理學到倫理學：清末民初道德意識的轉化》（臺北：允晨文化公司，2013；北京：中華書局，2014）。
- 《皇帝、儒生與孔廟》（簡體字版，北京：生活．讀書．新知三聯書店，2014，218頁）。［復旦大學光華人文傑出學者講座叢書］
- 《後現代主義與中國新史學》（高雄：國立中山大學出版社，2015）。［《西灣文庫‧院士系列叢書》第IV輯］
- 《儒教的聖域》（香港：三聯書店(香港)有限公司，2015）。
- 《思想的蘆葦：黃進興自選集》（上海：上海人民出版社，2017）。

## 軼聞
- 黃進興從美國回到台灣後，時任《中國時報》人間副刊主編的金恒煒，邀請他撰寫哈佛留學期間的見聞，但黃不知該用什麼筆名，金恒煒說：「這個問題交給我好了。」當文章發表時，作者署名「吳詠慧」，也就是黃的妻子。這些文章後來集結成《哈佛瑣記》一書，成為暢銷書，讓不少人誤以為作者是一位女作家，甚至有男性讀者寄信表達追求之意。有一次李歐梵和黃進興見面，李問：「台灣有一位女作家叫吳詠慧，文章寫得很好，你認識她嗎？」黃說：「不認識。」[3][4]

## 外部連結
- 中央研究院 - 黃進興副院長 （页面存档备份，存于）
- 中央研究院歷史語言研究所 - 黃進興 （页面存档备份，存于）